# 이언희
이언희(1976년 ~ )는 대한민국의 영화 감독이다.

## 영화

### 감독
- 2003년 영화 《...ing》
- 2007년 영화 《어깨너머의 연인》
- 2016년 영화 《미씽: 사라진 여자》
- 2018년 영화 《탐정: 리턴즈》
- 2024년 영화 《대도시의 사랑법》

### 각본
- 2003년  영화  《해피 에로 크리스마스》

### 스텝
- 2000년  영화  《행복한 장의사》
- 2001년  영화  《고양이를 부탁해》
- 2003년  영화  《해피 에로 크리스마스》
- 2016년  영화  《미씽: 사라진 여자》
- 2018년  영화  《탐정: 리턴즈》

### 각색
- 2001년  영화  《고양이를 부탁해》
- 2016년  영화  《미씽: 사라진 여자》
- 2018년  영화  《탐정: 리턴즈》

### 단역
- 2000년  영화 《행복한 장의사》 ... 성구 부인 역

## 드라마
- 2022년 tvN 수목 미니시리즈  《살인자의 쇼핑목록》 ... 연출